# Taantumus
Taantumus è un album in studio del gruppo musicale finlandese Circle, pubblicato nel 2001.

## Tracce
1. Kultaa
2. Kekkone
3. Valtaisa Hahmo
4. Traktors
5. Suopea
6. Rautasilta
7. Lyhytaallosta
8. Ranta
9. Morn
10. Siivet
11. Taantumus
12. Pelqton